# Serge Barbara
Serge Barbara (* 23. August 1973 in Suresnes) ist ein ehemaliger französischer Radrennfahrer und nationaler Meister im Radsport.

## Sportliche Laufbahn
Barbara gewann insgesamt acht nationale Titel bei den französischen Bahnmeisterschaften. Er war Spezialist für Bahnrennen, bestritt aber auch Straßenrennen. So konnte er 1993 eine Etappe der Belgien-Rundfahrt für Amateure gewinnen. 1995 gewann er das Sechstagerennen in Nouméa (mit Glen Thomson, mit dem er mehrfach Rennen in Übersee bestritt). Er startete für den Verein CC Nogent-sur-Oise.

## Erfolge
- Französischer Meister im Punktefahren 1991 (als Junior), 1994, 1995 und 1998
- Französischer Meister in der Mannschaftsverfolgung 1993, 1994, 1997
- Französischer Meister im Zweier-Mannschaftsfahren 1996